# Repubblica Araba Unita ai Giochi della XIX Olimpiade
L'Egitto, con la denominazione di Repubblica Araba Unita, partecipò ai Giochi della XIX Olimpiade che si sono svolti a Città del Messico dal 12 al 27 ottobre 1968, con una delegazione di 30 atleti impegnati in sette discipline. Per l'Egitto si trattò dell'undicesima partecipazione ai Giochi, la terza sotto la denominazione di Repubblica Araba Unita. Non fu conquistata nessuna medaglia.

## Risultati

### Pallanuoto
| Atleta | Classifica |                             |
| --- | --- | --------------------------- |
| V · D · M Nazionale maschile della Repubblica Araba Unita di pallanuoto · Giochi olimpici - Città del Messico 1968 M. Soliman • Shalabi • El-Bassiouni • S. Soliman • Touny • El-Moalem • El-Shafei • El-Kashef • El-Baroudi • Touny • Gamil · CT : - | 15° |                             |
| Nazionale maschile della Repubblica Araba Unita di pallanuoto · Giochi olimpici - Città del Messico 1968 | |                             |
| M. Soliman • Shalabi • El-Bassiouni • S. Soliman • Touny • El-Moalem • El-Shafei • El-Kashef • El-Baroudi • Touny • Gamil · CT: - | M. Soliman • Shalabi • El-Bassiouni • S. Soliman • Touny • El-Moalem • El-Shafei • El-Kashef • El-Baroudi • Touny • Gamil · CT: - | Rep. Araba Unita (bandiera) |